# Opius guatemalensis
Opius guatemalensis är en stekelart som beskrevs av Fischer 1963. Opius guatemalensis ingår i släktet Opius och familjen bracksteklar. Inga underarter finns listade i Catalogue of Life.